# Ivanildo Oliveira Almeida
Ivanildo Oliveira Almeida (ur. 25 marca 1972 w Arame) – brazylijski duchowny katolicki, biskup Cametá od 2023.

## Życiorys
22 grudnia 2001 otrzymał święcenia kapłańskie i został inkardynowany do diecezji Imperatriz. Był m.in. rektorem seminarium, przewodniczącym prowincjalnego sądu biskupiego oraz dyrektorem generalnym instytutu w São Luís.
12 kwietnia 2023 papież Franciszek mianował go biskupem diecezji Cametá.
Sakry biskupiej udzielił mu 17 czerwca 2023 biskup Vilson Basso.